# Tia lửa

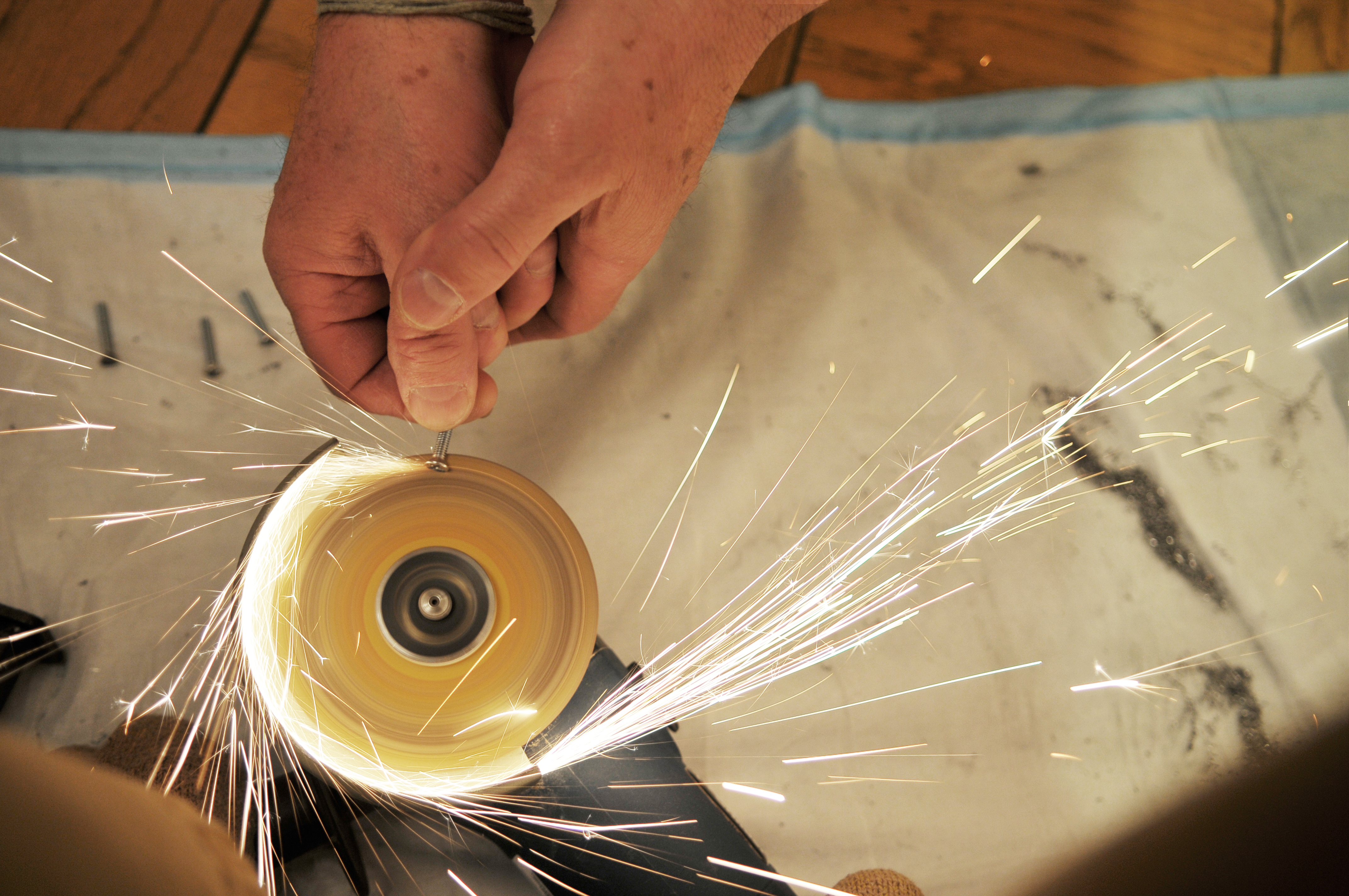
Tia lửa bắn ra từ một ốc vít giữ trên máy mài

Một tia lửa là một hạt nóng sáng. Tia lửa có thể được tạo ra từ công nghệ pháo hoa, bằng việc gia công kim loại hoặc là sản phẩm phụ của lửa, đặc biệt là khi đốt gỗ.

## Pháo hoa

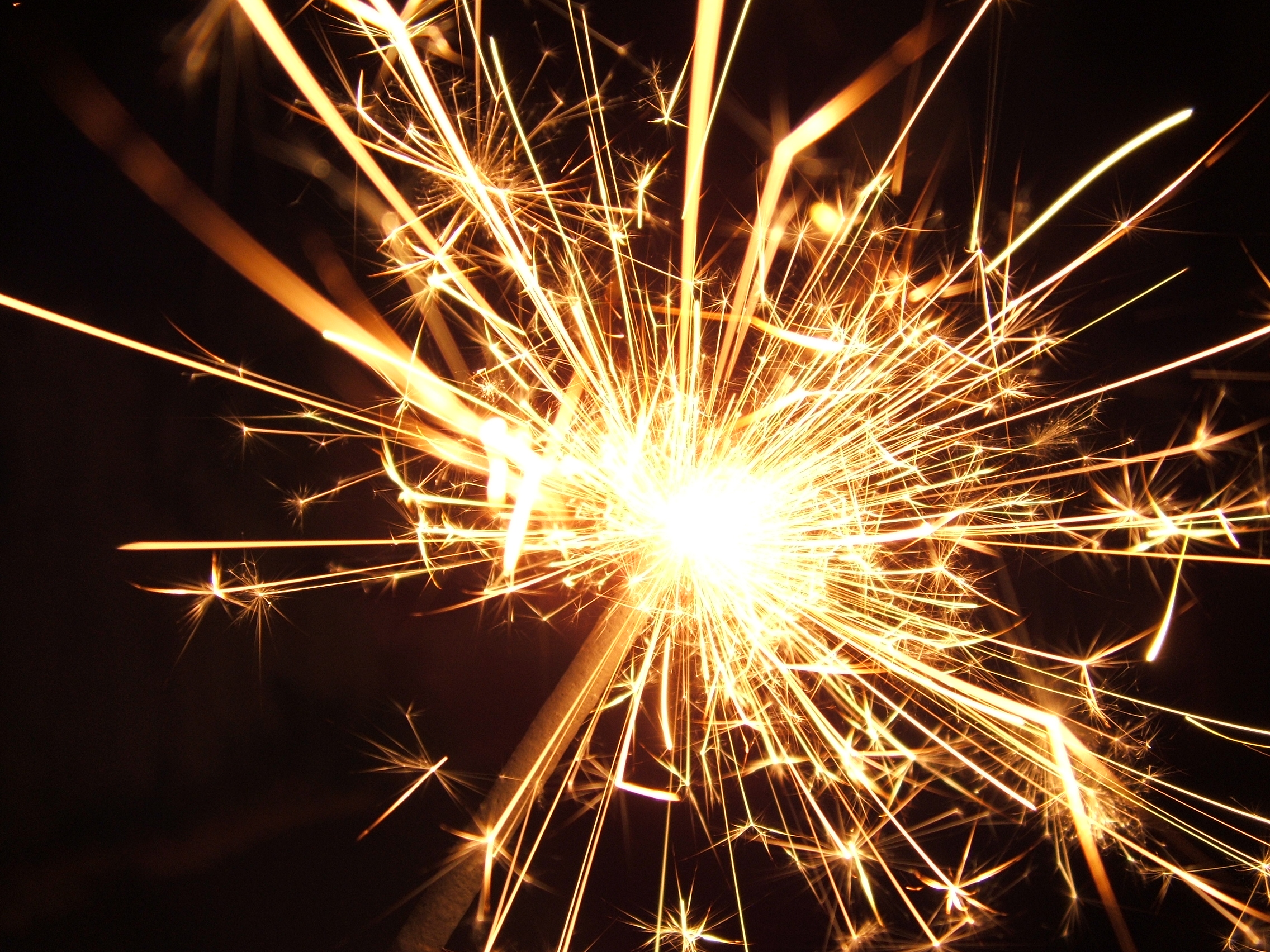
Tia lửa từ một cây pháo hoa.

Trong công nghệ pháo hoa, than củi, đồ sắt, hợp kim nhôm, titan và kim loại như Magnalium có thể được sử dụng để tạo ra tia lửa. Số lượng và kiểu dáng của tia lửa được tạo ra phụ thuộc vào thành phần và tính tự nhiên của kim loại và có thể được sử dụng để xác định loại kim loại bằng cách kiểm tra tia lửa. Trong trường hợp của sắt, sự hiện diện của carbon là cần thiết, như trong thép carbon - khoảng 0,7% là tốt nhất cho tia lửa lớn. Carbon đốt cháy nổ trong sắt nóng và điều này tạo ra tia lửa phân nhánh đẹp. Màu sắc của tia lửa được sử dụng trong pháo hoa được xác định bởi vật liệu mà tia lửa được tạo ra, với khả năng thêm các hợp chất hóa học khác nhau vào các vật liệu nhất định để ảnh hưởng thêm đến màu sắc của tia lửa. Màu sắc cơ bản của tia lửa được giới hạn ở màu đỏ / cam, vàng (vàng) và bạc (trắng).  Điều này được giải thích bằng sự phát xạ ánh sáng từ một hạt rắn. Ánh sáng phát ra từ các hạt rắn được xác định do bức xạ vật đen. Nhiệt độ của tia lửa được kiểm soát bởi mức độ phản ứng của kim loại. Kim loại phản ứng cao hơn dẫn đến tia lửa nóng hơn. Độ âm điện đã được tìm thấy là một chỉ số hữu ích để ước tính nhiệt độ và do đó màu của tia lửa.  Để đạt được màu sắc khác với các bộ phát cơ thể màu đen, quá trình đốt cháy pha kim loại là cần thiết. Một ví dụ điển hình là kẽm, với độ sôi thấp 1180 K. Tia lửa kẽm cho thấy một màu trắng hơi xanh / hơi xanh khác thường.  Tia lửa kỳ lạ có thể được lấy từ bột erbi. Những tia lửa này chuyển đổi giữa quá trình đốt cháy bề mặt và pha hơi và theo đó là phát xạ màu da cam (màu đen) và màu xanh lá cây (đặc trưng cho yếu tố). Sự thay đổi màu dựa trên điểm sôi trung bình của erbi, chỉ cháy một phần trong pha hơi. Các nguyên tố đất hiếm liền kề thulium, lutetium và ytri cũng có thể tạo thành tia lửa đổi màu, mặc dù khả năng hiển thị của cả hai pha của cùng một tia lửa ít phát âm hơn do nhiệt độ sôi (Tm) hoặc thấp hơn (Y, Lu) của kim loại. Thời gian tồn tại của tia lửa được xác định bởi kích thước ban đầu của hạt, với kích thước lớn hơn dẫn đến tia lửa kéo dài hơn.
Kim loại có tính dẫn nhiệt thấp đặc biệt tốt trong việc tạo ra tia lửa. Titan và zirconi đặc biệt tốt trong khía cạnh này và vì vậy hiện đang được sử dụng trong pháo hoa. Đồng, mặt khác, có độ dẫn nhiệt cao và do đó rất kém trong việc sản xuất tia lửa. Vì lý do này, các hợp kim của đồng như đồng berylli được sử dụng để chế tạo các công cụ an toàn không dễ dàng tạo ra tia lửa.

## Đá lửa và thép

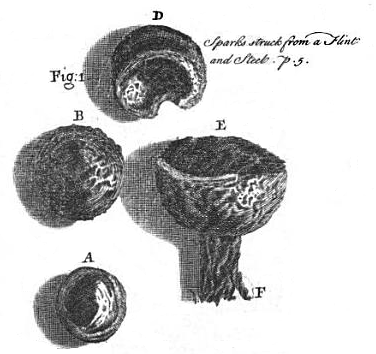
Những tàn dư lạnh của tia lửa thép bị Robert Hooke tạo ra bằng đá lửa. Chúng được thu thập trên giấy, nghiên cứu bằng kính hiển vi ban đầu của ông và vẽ bằng tay.

Robert Hooke đã nghiên cứu các tia lửa được tạo ra bằng cách đập một mảnh đá lửa và thép lại với nhau. Ông phát hiện ra rằng tia lửa thường là các hạt thép đã nóng đỏ và tan chảy thành khối. Những tia lửa này có thể được sử dụng để đốt cháy chất kết dính và do đó bắt đầu một đám cháy.
Ở Mỹ thời thuộc địa, đá lửa và thép đã được sử dụng để đốt lửa khi các phương pháp dễ dàng hơn thất bại. Vải lanh thường được sử dụng như chất kết dính để bắt tia lửa và bắt đầu lửa, nhưng tạo ra tia lửa tốt có thể mất nhiều thời gian. Một bánh xe thép quay tròn cung cấp một luồng tia lửa tốt khi nó tham gia vào đá lửa, và một tinderbox được thiết kế để làm điều này được gọi là một máy mài.
Trong một chiếc bật lửa hiện đại, sắt được trộn với xeri và các loại đất hiếm khác để tạo thành hợp kim ferrocerium. Hợp kim này dễ dàng tạo ra tia lửa khi được cạo và đốt nóng hơn thép. Nhiệt độ cao hơn này là cần thiết để đốt cháy hơi của chất lỏng chứa trong bật lửa.